# ボーイング AH-6
ボーイング AH-6
シンガポールエアーショー2010で展示されたボーイングAH-6
- 用途：多用途ヘリコプター
- 分類：輸出用
- 製造者：ボーイング・ロータークラフト・システムズ社
- 運用者： アメリカ合衆国
- 初飛行：
2004年9月6日（ULB）
2006年9月20日（X/MELB）
- 運用状況：開発中、一部が輸出準備中

ボーイング AH-6は、ボーイング・ロータークラフト・システムズ社が開発中のUAV機能付き攻撃ヘリコプターである。
以下本項目では特記事項がない限りAH-6Xと呼称する。

## 概要

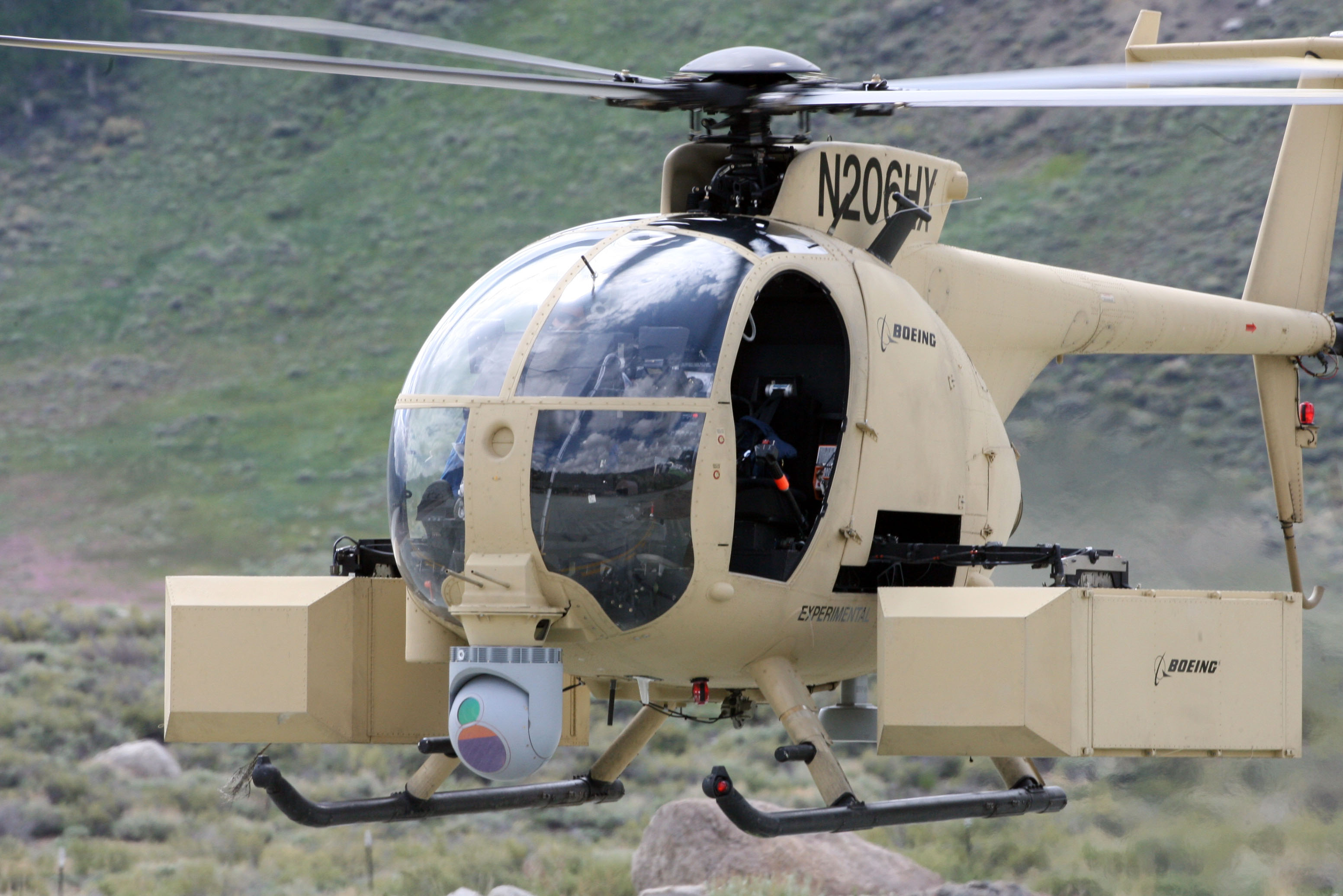
ULB（Unmanned Little Bird）

このAH-6Xは、MDヘリコプターズで生産されているAH-6 キラーエッグ軽多目的用ヘリコプターをベースに無人機化されたものである。
まずAH-6のベース機である民間型のMD 530Fで開発が進められ、先行開発型のULB（Unmanned Little Bird）が製造された。同機は2004年9月8日に初飛行し、同年10月にパイロットを乗せた状態で完全な自立飛行に成功した。このULBは機体の色が暗色のものと白の機体のものが開発されている。
2006年4月にはAH-64D アパッチ・ロングボウを用いてガンナーによる遠隔飛行に成功し、同年6月にはアリゾナ州メサにあるアメリカ陸軍ユーマ試験場にて20分間に渡る監視・偵察飛行に成功した。
この実験の成功により、ボーイング社はUAVとしてだけでなく、有人飛行が可能な機体の開発へとコンセプトを変え、MH/AH-6の最新型であるMELB（Mission Enhancement Little Bird）をベースとしたAH/MH-6X MELBを同年9月に開発した。アビオニクス自体はAH/MH-6リトルバード同様MELBのグラスコックピットを使用しているが、それに加えULBのシステムを追加搭載している。この機材は明るめの黄色に塗装されている。
このAH-6Xではキラーエッグ同様に武装を搭載できる。
更にボーイング社はこのAH-6Xをベースに、OH-58 カイオワの後継機トライアル提出仕様であるAH-6S フェニックスを開発し、また、AH-6Sの海外輸出版としてAH-6iも開発されており、2009年10月7日に初飛行し、2010年5月にヨルダンが購入、続いて同年10月20日にはサウジアラビアが同機36機をAH-64D アパッチ・ロングボウのブロックIIIと共に対外有償軍事援助で購入した事がアメリカ国防安全保障協力局より発表されている。2019年9月25日にはタイも採用を決定し、AH-6i 8機を1億370万ドルで契約され、タイではAH-1Fの後継として運用される。

### 無人機化
2012年、ボーイングが無人機化した機体を韓国軍でデモ飛行させた。陸軍のMD 500に無人化システムを導入させられる無人機化システムで25分間デモ飛行した。
2013年9月、オーロラ・フライトサイエンスとボーイングはアメリカ海兵隊の無人軽ISR能力コンペを提案した。
2014年4月、クアンティコ海兵隊基地で、小型タブレット端末の指示による無人機化したAH-6とカマン K-MAXの着陸が成功した。これらのヘリにはLIDARなどの各種センサーと統合先進アルゴリズムからなる Autonomous Aerial Cargo/Utility System (AACUS)が装備され、タブレットを持った人間の指示で着陸地として整備されていないポイントへ着陸させることが出来るようになった。このような遠隔操作を必要としない自動着陸は、オペレーターの負担を減らし、作戦中の休憩や24時間体制での医療搬送などの任務を可能にする。AACUSは、45㎏しかないため他のヘリにも搭載可能である。
無人機化されたAH-6は、AH-64E アパッチ・ガーディアンと連携することが可能である。

## 特徴
上述したが、このAH-6Xの最大の特徴は、機動性のあるキラーエッグを無人機化させた事が挙げられる。このシステムは、地上誘導ステーションから衛星経由での遠隔操作及び上述のAH-64Dのガンナーが遠隔操作する形で無人操縦を可能としており、なおかつ有人飛行も可能なため、夜間のみオートパイロットを用いて安全に飛行でき、負傷者の搬送及び物資輸送が可能である。
基本的にULB・MELB共にレーダー・カメラが鼻先に搭載されているため、先が少し尖った様に見える。また、メインローターブレードは6枚に、テイルローターブレードも4枚に増えている。

## バリエーション

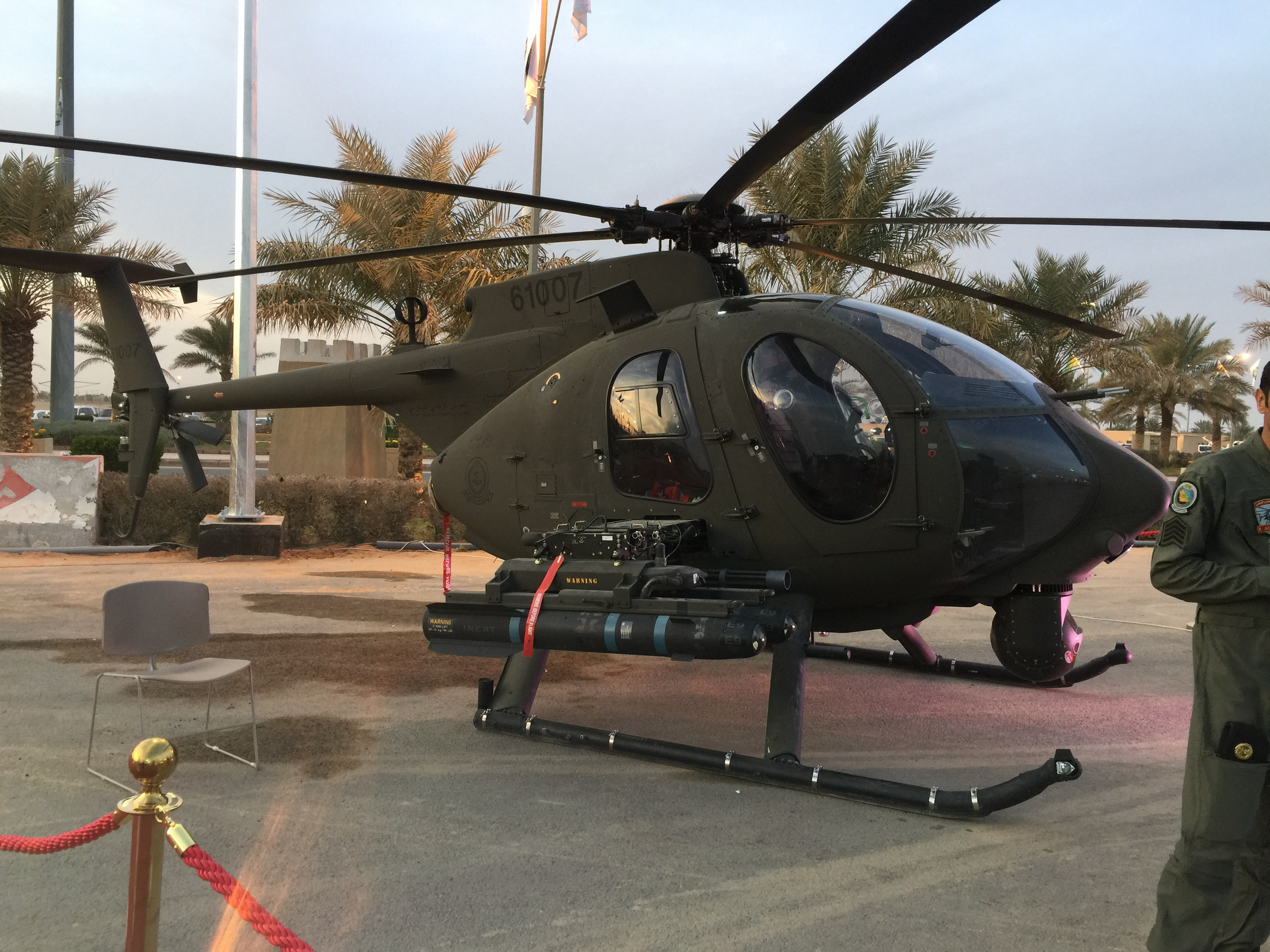
サウジアラビア国家警備隊のAH-6i

ULB
MD 530Fを改造したUAV型試験機。
H/MH-6 MELB
原型実験機。
AH-6S Phoenix
OH-58 カイオワの後継機計画武装空中偵察計画で提案された。メインローターをAH-64DブロックIII仕様のローター（ロングボウレーダー含む）へ換装し、エンジンをより強力なロールス・ロイス製250-CE30に換装したモデル。また、胴体を12インチ延長し兵士2名を追加で乗せられるようになるとしていた。
AH-6i
国際輸出仕様。アビオニクスにAH-64Dの技術が取り入れられており、ミッションソフトウェアはAH-64Dと80%が共通、改良型データ・モデムも採用している。ヨルダンとサウジアラビア、タイが導入。

## 性能諸元
MD 530ベース

### 機体
- 乗員：1-2名（無人でも可）
- 全長：9.80m（32.6ft）
- 胴体長：7.50m（24.6ft）
- 全幅：1.4m（4.6ft）
- ローター半径：8.30m（27.4ft）
- 全高：3m（9.8ft）
- 空虚重量：1,591lb（722kg）
- 最大離陸重量：3,100lb（1,406kg）
- 発動機：アリソン250 C30425shp（317kW）離陸時：375shp（280kW）
- ローター：メインローター6枚 テールローター4枚
- 搭載可能燃料量：62USガロン（242L）または 403lb（183kg）

### 性能
- 最高速度：152ノット（282km/h）
- 巡航速度：135ノット（250km/h）
- 航続距離：232海里（430km 267マイル）（5,000ft時）
- 実用上昇限度：18,700ft（5,700m）
- 上昇率：2,061ft/分（10.5m/秒）

## 搭載可能武装

### 機銃
- M230機関砲×1門
- またはGAU-19×2門
- またはM134×2門

### ロケット
- LAU-68D/A ハイドラ70

### ミサイル
- AGM-114 ヘルファイア×2
- AIM-92 スティンガー×2基

### その他
- Mk19 自動擲弾銃